# Bangkelang
Bangkelang is een bestuurslaag in het regentschap Mandailing Natal van de provincie Noord-Sumatra, Indonesië. Bangkelang telt 1049 inwoners (volkstelling 2010).